# Het Brugsche Vrije

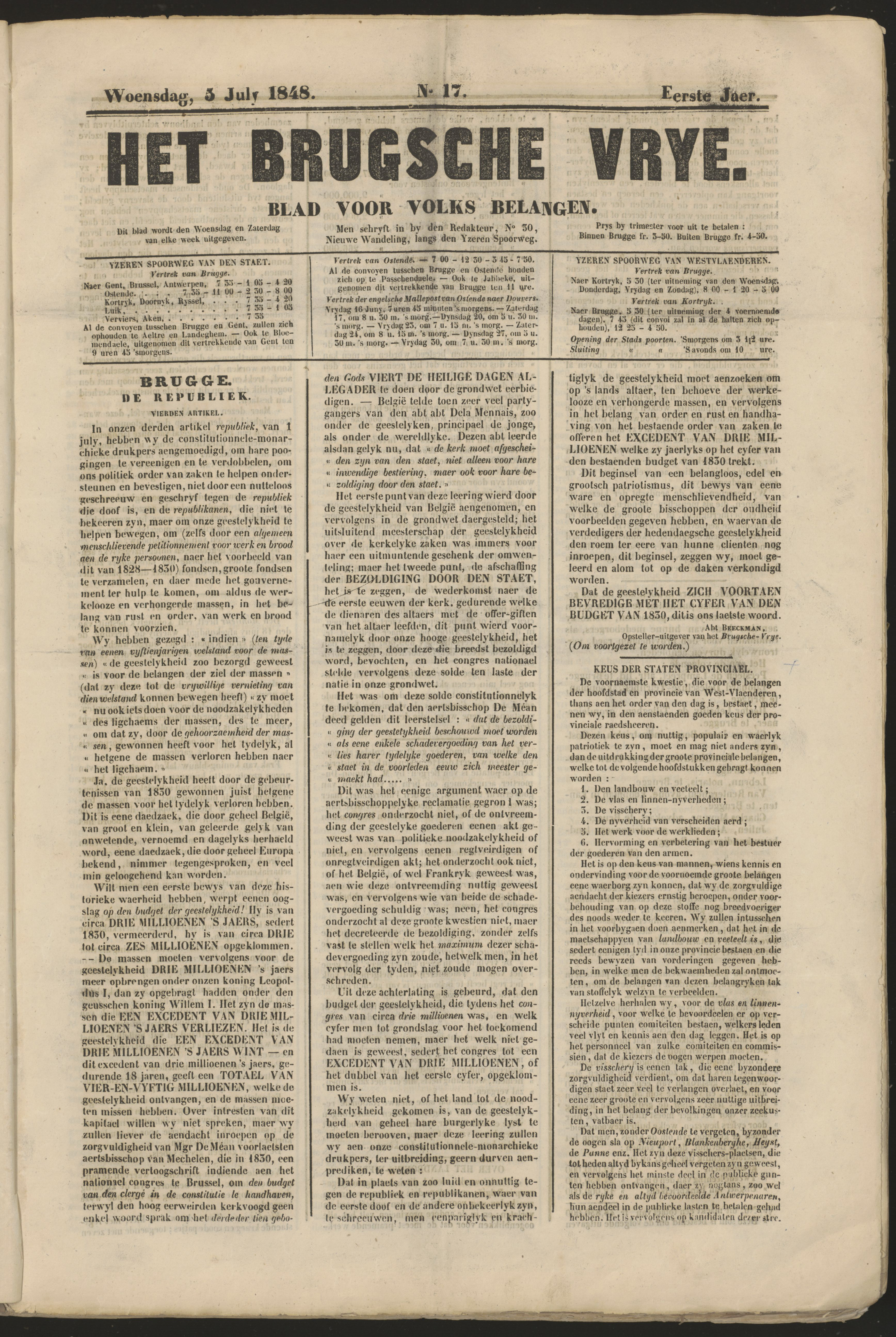
Voorpagina van Het Brugsche Vrye van 5 juli 1848. Krant bewaard in en gedigitaliseerd door Openbare Bibliotheek Brugge.

Het Brugsche Vrije was het radicale weekblad dat van 1848 tot 1853 in Brugge werd uitgegeven door de voormalige priester en politieke publicist Benoît Beeckman.

## Geschiedenis
Nadat Beeckman gedurende enkele maanden de hoofdredacteur geweest was van De Hoop van Brugge, maar in onmin was geraakt met de uitgever J. Horta-Ferraille en was afgedankt, bleef hij niet bij de pakken zitten en begon onmiddellijk met een eigen krant onder de naam Het Brugsche Vrije. Het eerste nummer verscheen op 13 mei 1848 en de halfwekelijkse publicatie hield het vol tot op 8 oktober 1853.
De krant was interessant, zowel voor de tijdgenoten als later voor de historici, omdat ze zich niet inhield en allerhande nieuws dat normaal slechts in besloten kring moest circuleren, aan de openbaarheid prijs gaf. De krant voerde hevige strijd met de Brugse katholieke pers: de Gazette van Brugge, De Standaerd van Brugge en La Patrie, maar voerde eveneens hevige polemieken met liberale of radicale bladen, zoals de Journal de Bruges, L'Impartial de Bruges, De Hoop van Brugge en Burgerwelzijn. 
De inhoud van de krant werd in grote mate geïnspireerd door de honderden lezersbrieven die Beeckman ontving. Het ging dan ook in ruime mate over lokale aangelegenheden.
De krant werd in 1848 gedrukt bij Alphonse Bogaert van de Impartial de Bruges en vervolgens bij Philippe Chrétien Popp van de Journal de Bruges. Beeckman werd bijgestaan door de drukkersgast Florent Lagravière (1811-1871), die hem heel wat informatie bezorgde.